# Frankenstein's Army
 Frankenstein's Army è un film del 2013 diretto da Richard Raaphorst.
È un film horror fantascientifico girato in stile found footage, sceneggiato da Chris W. Mitchell e Richard Raaphorst.

## Trama
Durante la fine della seconda guerra mondiale un gruppo di soldati sovietici comandati da Viktor si addentra in una grotta dove i nazisti compiono esperimenti folli.